# Polikevičiūtė
Polikevičiūtė ist ein litauischer weiblicher Familienname.

## Herkunft
Der Familienname ist eine Form des männlichen Familiennamen Polikevičius.

## Namensträgerinnen
- Jolanta Polikevičiūtė (* 1970),  Radrennfahrerin
- Rasa Polikevičiūtė (* 1970),  Radrennfahrerin